# Boiszte
Boiszte (mac. Боиште) – wieś w Macedonii Północnej położona w gminie Demir Hisar. Według danych z 2002 roku, wieś zamieszkiwało 7 osób (4 mężczyzn i 3 kobiety), co stanowiło 0,07% ludności całej gminy (0,7 ‰).